# Гальтюр
Гальтюр (нім. Galtür) — громада округу Ландек у землі Тіроль, Австрія. Громада налічує 826 мешканців. Густота населення 7/км².

## Географія
Гальтюр лежить на висоті 1584 м над рівнем моря і займає площу 121,2 км².

### Клімат
Громада знаходиться у зоні так званої «гірської тундри», котра характеризується кліматом арктичних пустель. Найтепліший місяць — липень із середньою температурою 11.7 °C (53.1 °F). Найхолодніший місяць — січень, із середньою температурою -5.5 °С (22.1 °F).
| Клімат Гальтюра         | Клімат Гальтюра | Клімат Гальтюра | Клімат Гальтюра | Клімат Гальтюра | Клімат Гальтюра | Клімат Гальтюра | Клімат Гальтюра | Клімат Гальтюра | Клімат Гальтюра | Клімат Гальтюра | Клімат Гальтюра | Клімат Гальтюра | Клімат Гальтюра |
| Показник                | Січ.            | Лют.            | Бер.            | Квіт.           | Трав.           | Черв.           | Лип.            | Серп.           | Вер.            | Жовт.           | Лист.           | Груд.           | Рік             |
| Абсолютний максимум, °C | 10              | 11,4            | 17              | 17,8            | 23,4            | 25,6            | 29,6            | 29,4            | 26,6            | 21,2            | 16,4            | 12,1            | 29,6            |
| Середній максимум, °C   | −0,3            | 0,6             | 3,6             | 6,3             | 12,3            | 15,2            | 17,8            | 17,6            | 14,6            | 10,5            | 3,3             | 0,3             | 8,5             |
| Середня температура, °C | −5,5            | −5,3            | −2,1            | 1               | 6,4             | 9,3             | 11,7            | 11,4            | 7,9             | 3,9             | −1,9            | −4,5            | 2,7             |
| Середній мінімум, °C    | −9,5            | −9,6            | −6,2            | −3,1            | 1,4             | 4,1             | 6,3             | 6,4             | 3,3             | −0,3            | −5,7            | −8,3            | −1,8            |
| Абсолютний мінімум, °C  | −29,4           | −25             | −27,5           | −16,4           | −13,3           | −5              | −2,6            | −3,6            | −6,8            | −16             | −22,5           | −26,5           | −29,4           |
| Норма опадів, мм        | 78.9            | 62.9            | 74.4            | 65.4            | 87.6            | 134.9           | 156.2           | 142.7           | 100             | 67.1            | 80.2            | 77.2            | 1127.5          |
| Днів з опадами          | 4,4             | 8,2             | 8,9             | 3,3             | 5,9             | 6               | 6,6             | 7,5             | 6,5             | 4,6             | 6,8             | 6,7             | 75,4            |
| ----------------------- | --------------- | --------------- | --------------- | --------------- | --------------- | --------------- | --------------- | --------------- | --------------- | --------------- | --------------- | --------------- | --------------- |
| Джерело: Weatherbase    |                 |                 |                 |                 |                 |                 |                 |                 |                 |                 |                 |                 |                 |

|                                  |
| Гальтюр на мапі округу та землі. |

 Адреса управління громади: Galtür 39, 6563 Galtür.